# Ovce ouessantská

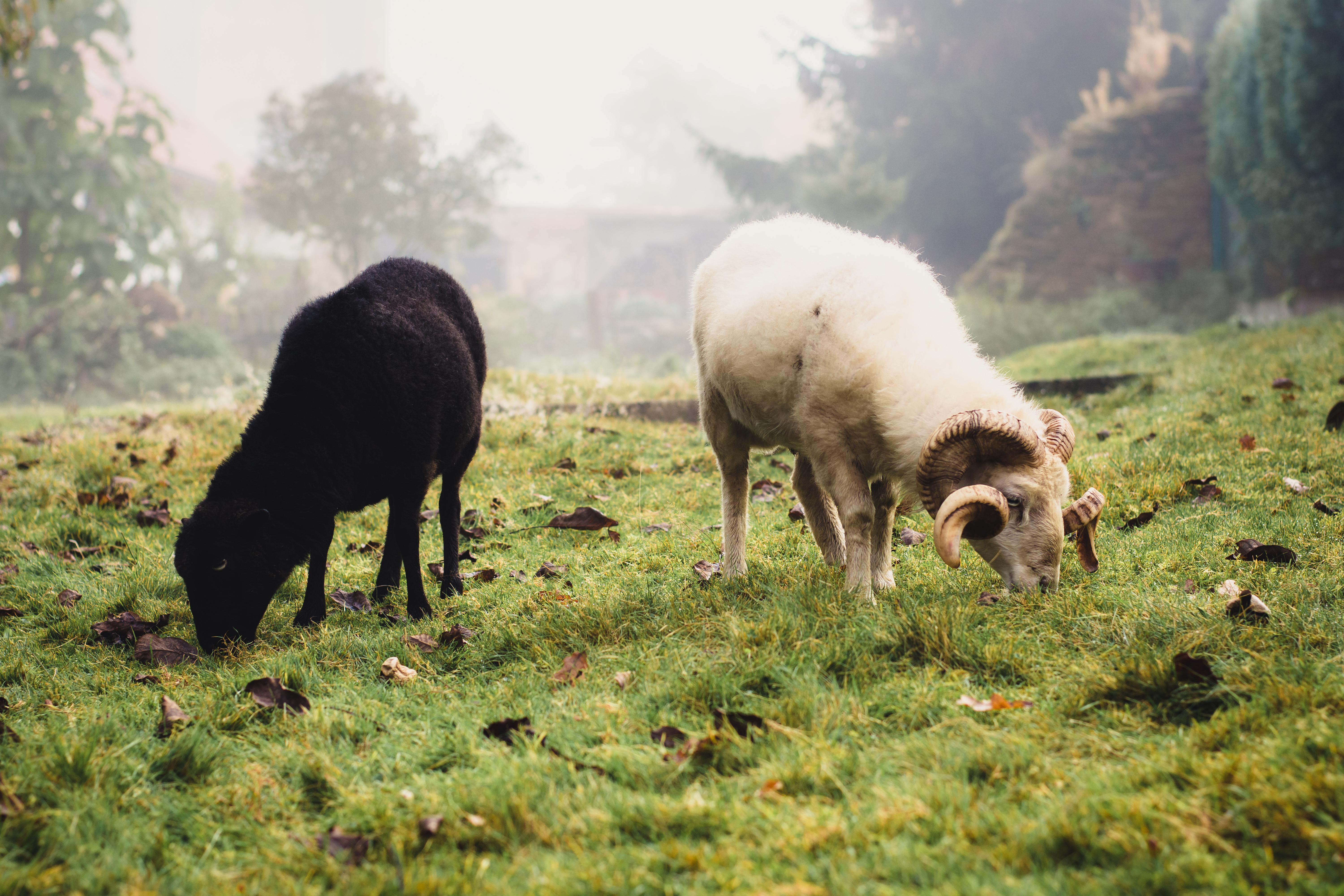
Ovce ouessantská

Ouessantská ovce (též Ushantská nebo nesprávně Quessantská) je nejmenší plemeno ovcí na světě. Jedná se o zakrslé polohrubovlnné krátkoocasé plemeno s preferencí jedináčků. Tělesná stavba harmonická, anestrus výrazný, mateřské vlastnosti dobré. Bahnění a odchov jehňat je bezproblémový. Vlna jednotné barvy, sortimentu AB-B (27–31 µm). Barevné rázy černý (70 % populace), bílý a hnědý. Zbarvení po celém těle stejného odstínu. U bílé barvy je lehce rezavý podklad. Mírně klabonosá hlava je porostlá vlnou po spojnici očí, uši malé. Berani mají velké spirálovité rohy rostoucí do stran, někdy mívají na krku hřívu. Bahnice jsou zcela bezrohé.  Často je chována jako domácí mazlíček nebo je používána k vypásání travních porostů.

## Původ
Pochází z malého ostrova Ouessant ležícího necelých 20 km západně od pobřeží francouzské Bretaně. Díky drsnému podnebí (vítr, déšť, skoupá vegetace, tudíž málo stromů k přirozené ochraně) se přírodním výběrem vyselektovalo toto malé, ale velmi odolné plemeno. Ouessantské ovce žily výhradně na svém domovském ostrově až do začátku 20. století a jsou dodnes vzácným plemenem. Ovce jsou černé nebo tmavě hnědé barvy, ale vyskytují se bílí jedinci. Berani mají relativně velké rohy.

## Potrava
Ovce je typickým býložravcem. Co do výběru potravy je nenáročná, spásá i rostliny, které ostatní hospodářská zvířata odmítají.

## Rozměry
Berani ve 3 letech mají přípustnou kohoutkovou výšku max. 49 cm, bahnice 46 cm. Živá hmotnost beranů 15-22 kg, bahnic 12- 16 kg

## Rozmnožování
Březost trvá 5 měsíců, samice rodí obvykle 1 mládě o hmotnosti cca 1 kg, které kojí asi 6 měsíců. Ovce žijí i s mláďaty ve stádu, jsou aktivní ve dne a jejich říje probíhá pouze jednou do roka na podzim.

## Využití
V zemi původu se stříhají na kvalitní vlnu, v našich podmínkách se nejčastěji využívají jako velmi nenáročné „živé sekačky“ na udržování zahrad, jako domácí mazlíčci apod.

## Poznámka
Toto plemeno ovce bývá označováno též jako Ushantská (Ušantská) ovce podle anglického názvu ostrova Ouessant nebo častěji jako ovce Quessantská (Quessantka), což je však nesprávné. K chybě došlo ihned po prvním dovozu do Česka tak, že pracovník, který zapisoval nově dovezené ovečky do evidence, použil ne příliš kvalitní faxovou kopii dokladu, kde bylo písmeno O u slova Ouessant trochu rozmazané a písař ho zaměnil za písmeno Q.